# شهرستان چوانجیاو
شهرستان چوانجیاو (به لاتین: Quanjiao County) یک شهرستان‌های جمهوری خلق چین در چین است که در چاجوا واقع شده‌است.